# Нена Ђуровић
Невена Нена Ђуровић (Приштина, 1. јул 1975) српска је певачица турбо-фолк музике. Њена најпознатија песма је Дај јој моје хаљине.

## Дискографија
- За нас (2000)[2]
- Нена Ђуровић (2004)[2]
- Тражим те (2006)[2]
- Злато срећан пут (2008)[2]
- Давно зора сванула (2012)[2]